# Martin Bertolf
Martin Bertolf (* 14. Jahrhundert in Aachen; † 1442 ebenda) war Schöffe und Bürgermeister der Reichsstadt Aachen.

## Leben und Wirken
Der Sohn des Bürgermeisters Johann Bertolf und Neffe von Heinrich Bertolf folgte seinem Vater in das Schöffenkollegium, wo er als solcher erstmals 1420 erwähnt wurde. In den Jahren 1432 und 1437 gehörte er dem Stadtrat an und wurde 1421 und 1437 zum Bürgermeister der Freien Reichsstadt Aachen gewählt.
Martin Bertolf war verheiratet mit Odilie von der Heyden, mit der er unter anderem den Sohn und späteren Bürgermeister Johann Bertolf bekam. Über seine Frau erbte Bertolf größere Ländereien in Hergenrath, woraufhin sein Familienstamm in einigen Quellen auch als Bertolf von Hergenrath bezeichnet wurde. Bereits um 1416 war Martin Bertolf an der Stiftung eines Anniversariums für das Aachener Kloster der Karmeliter beteiligt gewesen.